# Gestión de contenido empresarial
La Gestión de Contenido Empresarial (o, en inglés, Enterprise Content Management, abreviadamente ECM ) es una manera formal de la organización y el almacenamiento de documentos de una organización y otros contenidos que se relacionan con los procesos de la organización. El término abarca estrategias, métodos así como herramientas que se utilizan a lo largo del ciclo de vida del contenido.
En principio se trata de digitalizar y gestionar documentos y datos provenientes de diferentes canales y formatos (fax, correo convencional, correo electrónico, EDI, Word, PDF o XML) de forma que se puedan administrar y preservar a largo plazo.

## Definición
La Asociación Internacional para la Información y Gestión de imágenes (AIIM), la asociación mundial de las empresas de gestión de contenidos, definió el término en 2000. AIIM ha refinado la abreviatura ECM varias veces para reflejar el creciente alcance y la importancia del manejo de la información :

### Finales de 2005
Bajo el nombre de ECM - Gestión de Contenidos Empresariales se agrupan las tecnologías utilizadas para capturar, gestionar, almacenar, preservar y entregar contenido y documentos relacionados con los procesos de una organización o empresa.

### Principios de 2006
La Gestión de contenidos empresariales son las tecnologías utilizadas para capturar, gestionar, almacenar, preservar y entregar contenido y documentos relacionados con los procesos de una organización o empresa. Las herramientas y estrategias de ECM permiten la gestionar información y contenidos no estructurados, independientemente de donde existe esa información (tipo de documento).

### A principios de 2008
Enterprise Content Management (ECM) son las estrategias, métodos y herramientas utilizadas para capturar, gestionar, almacenar, preservar y entregar contenido y documentos relacionados con los procesos propios de una organización o empresa. Las herramientas y estrategias de ECM permiten la gestión de la información no estructurada de una organización, donde quiera que exista esa información.

### A principios de 2010
Enterprise Content Management (ECM) son las estrategias, métodos y herramientas utilizadas para capturar, gestionar, almacenar, preservar y entregar contenido y documentos relacionados con los procesos propios de una organización o empresa. ECM cubre la gestión de la información en todo el ámbito de la empresa, si la información se presenta en forma de un documento en papel, un archivo electrónico, un flujo de impresión de base de datos o incluso un correo electrónico.
La última definición abarca áreas que tradicionalmente han sido abordadas por la gestión de documentos y sistemas de gestión de documentos. También incluye la conversión de datos entre distintas formas digitales y tradicionales, incluyendo papel y microfilm.
ECM es hoy un término general que abarca tanto la gestión de documentos como la gestión de información estructurada (datos) y todo tipo de contenidos digitales. Las siglas ECM engloban soluciones de software, procesos, procedimientos y productos para gestionar la información que hay en una empresa (content):  se ocupa desde gestionar la disponibilidad de la información hasta monitorizar el ciclo de vida de la misma, desde la publicación inicial hasta el archivado y, finalmente, su eliminación. 
Hay una gran variedad en cuanto a las aplicaciones con las que se ejecuta una estrategia ECM se entregan en tres formas: el software on-premise (o en-los-locales, instalado en la propia red de la organización), el software como servicio (SaaS) (acceso web a la información que se almacena en el sistema del fabricante del software), o una solución híbrida integrada por dos en las instalaciones y componentes SaaS.
ECM tiene como objetivo hacer que la gestión de la información corporativa sea más fácil a través de la simplificación de almacenamiento, seguridad, control de versiones, el encaminamiento de procesos, y la retención de documentos e información. Los beneficios para una organización incluyen la mejora de la eficiencia, mejor control y reducción de costos. Por ejemplo, muchos bancos han convertido las copias almacenadas de los cheques antiguos dentro de sistemas ECM, en oposición al método más antiguo de mantener los controles físicos en los almacenes masivos de papel. Bajo el antiguo sistema, una petición del cliente para obtener una copia de un cheque puede tardar semanas, ya que los empleados del banco tenían que ponerse en contacto con el almacén donde se necesita localizar la caja, archivo y cheque correctos. El cheque tendría entonces que ser sacado, hacerse una copia y enviarla por correo al banco, donde finalmente se enviará por correo al cliente. Con un sistema de ECM en su lugar, el empleado del banco simplemente consulta el sistema para el número de la cuenta del cliente y el número del cheque solicitado. Cuando la imagen del cheque aparece en la pantalla, el banco es capaz de enviarla de inmediato al cliente, por lo general mientras que el cliente aun está en el teléfono.
Pero no es suficiente con las herramientas, la organización como un todo debe preparar sus procesos, estructura y cultura para adoptar cambios significativos que permitan cumplir con las premisas del ECM como estrategia de trabajo y transformación empresarial.

## Ejemplos
- Kizeo Forms
- M-files
- I+DOC
- Apache Solr, para búsquedas.
- Alfresco.
- Coldview.
- docQuijote Software.
- DotNetNuke.
- Feng Office.
- Flujo de trabajo.
- R2 Docuo.
- Sharepoint.
- Sistema de gestión de contenido web.
- FileNet.
- OpenKM.